# Cantón de Toul-Norte
El cantón de Toul-Norte era una división administrativa francesa, que estaba situada en el departamento de Meurthe y Mosela y la región de Lorena.

## Composición
El cantón estaba formado por dieciocho comunas, más una fracción de la comuna que le daba su nombre:
- Aingeray
- Boucq
- Bouvron
- Bruley
- Dommartin-lès-Toul
- Écrouves
- Fontenoy-sur-Moselle
- Foug
- Gondreville
- Lagney
- Laneuveville-derrière-Foug
- Lay-Saint-Remy
- Lucey
- Ménil-la-Tour
- Pagney-derrière-Barine
- Sanzey
- Sexey-les-Bois
- Toul (fracción)
- Trondes

## Supresión del cantón de Toul-Norte
En aplicación del Decreto n.º 2014-261 de 26 de febrero de 2014, el cantón de Toul-Norte fue suprimido el 22 de marzo de 2015 y sus 19 comunas pasaron a formar parte, doce del nuevo cantón de Norte de Toul y siete del nuevo cantón de Toul.